# Chão do Cedro Gordo
O Chão do Cedro Gordo é um dos sítios que compõem a freguesia de São Roque do Faial. Nele está situada a Igreja Paroquial de São Roque do Faial construída em 1925.